# Boroboroton

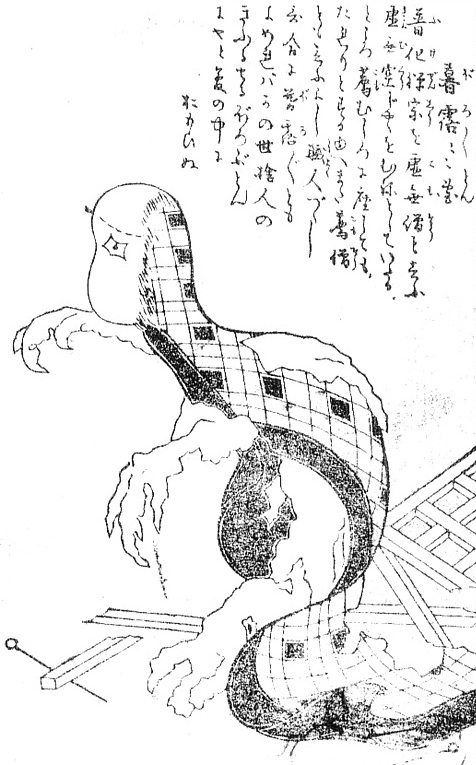
Boroboroton, wie er in Sekiens Hyakki Tsurezure Bukuro erscheint.

Der Boroboroton (暮露暮露団; „Zerlumpter Futon“, auch: „Zerlumptes Bettlaken“) ist ein fiktives Wesen der japanischen Folklore, das zur Yōkai-Gruppe der Tsukumogami gehört. Er gilt als heimtückisch und bösartig.

## Beschreibung
Der Boroboroton besteht aus einem stark zerlumpten Futon (japanische Schlafmatte) mit zwei Armen und einem Auge, der nachts zum Leben erwacht und scheinbar unkontrolliert schlängelnd durch die Luft schwebt oder wie eine Schlange über den Boden gleitet. Boroboroton entwickeln ein Eigenleben, wenn sie ihren „100. Geburtstag“ erreichen, in dieser Zeit verwahrlost oder zu stark abgenutzt, aber nie gewaschen wurden und nun verdreckt und zerfleddert sind. Als Vergeltung für die erlittene Schmach verfolgen sie Hausbewohner und werfen sie aus ihren Betten. Für schlafende Hausbewohner kann er außerdem sehr gefährlich werden, da er sich um deren Körper und Köpfe schlingen und seine Opfer so erdrosseln kann. Im günstigsten Falle verlassen Boroboroton das Haus, suchen weitere Tsukumogami auf und verbünden sich mit ihnen. 

## Hintergrund
Eine der bekanntesten Abbildungen des Bororoton findet sich in dem berühmten Sammelwerk Gazu Hyakki Tsuretsure Bukuro (画図百鬼徒然袋; 100 Geister im Handgepäck) von Toriyama Sekien aus dem Jahr 1784. Sekien merkt an, dass das Wort boro-boro einerseits „zerlumpt“ oder „zerfleddert“ bedeuten kann, aber auch eine veraltete Bezeichnung für einen besitzlosen Zen-Mönch sei. Tatsächlich gab es zu Sekiens Zeiten eine uralte Kaste von Zen-Mönchen, die als Kōmusō (wörtlich „Habenichts“) bezeichnet wurden und sich der totalen Mittellosigkeit verschrieben hatten. Sie durften gemäß ihrer Doktrine nur drei Dinge mit sich führen: ihre schlichte Robe, eine korbartige Kopfbedeckung aus geflochtenem Stroh (sie bedeckte fast das ganze Gesicht) und einen Stroh-Futon. Einzig eine Shakuhashi genannte Flöte wurde gespielt und sie lebten ausschließlich von Almosen. Sekien deutet damit an, dass seine Version eines Boroboroton vielleicht von dem Geist eines Zen-Mönches besessen ist, der keine besitzsüchtigen Menschen um sich duldet.